# Oriole noir et or
Icterus chrysater
Espèce
Répartition géographique
Statut de conservation UICN

 LC  : Préoccupation mineure
L’Oriole noir et or (Icterus chrysater) est une espèce d'oiseaux de la famille des ictéridés.

## Répartition et sous-espèces
Selon la classification de référence du Congrès ornithologique international (15.1, 2025) il se répartit en trois sous-espèces :
- I. c. chrysater (Lesson, 1844) — péninsule du Yucatán et nord de l'Amérique centrale ;
- I. c. mayensis Van Rossem, 1938 — nord de la péninsule du Yucatán ;
- I. c. giraudii Cassin, 1848 — Panama, Colombie et nord-ouest dy Venezuela.

## Habitat
L’Oriole noir et or habite les forêts, les forêts clairsemées, les pentes broussailleuses, notamment dans les lieux humides incluant les zones en altitude et les forêts de nuage.  En Colombie, on le retrouve jusqu’à 2800 mètres.  Au Mexique et en Amérique Centrale, on le retrouve entre 500 et 2500 mètres dans des habitats plus secs : les associations de pins et de chênes, les boisés broussailleux, les forêts secondaires et les lisières forestières.  Au Nicaragua, on le retrouve également dans les savanes parsemées de pins et les chênaies.

## Nidification
Le nid est un panier suspendu et volumineux, mais peu profond.  Il est souvent fixé à une feuille de palmier.  Les œufs sont au nombre de 2 à 3.

## Comportement
L’Oriole noir et or est monogame et le couple reste lié tout au long de l’année.  On l’observe généralement se nourrissant en couple ou en groupes familiaux, parfois formant des groupes d’une douzaine d’individus en dehors de la saison de nidification.  L’Oriole noir et or est principalement insectivore, quoiqu’il puisse parfois être une peste pour les producteurs de bananes, picorant et détruisant les fruits.